# Słabada (sielsowiet Samochwałowicze)
Słabada (biał. Слабада, ros. Слобода, Słoboda) – wieś na Białorusi, w obwodzie mińskim, w rejonie mińskim, w sielsowiecie Samochwałowicze. W 2009 roku liczyła 196 mieszkańców.